# MC Kelps
MC Kelps é um cantor e compositor brasileiro de funk e trap, natural do bairro do Capão Redondo, em São Paulo, e residente em Cotia desde 2019. Sua obra é caracterizada pela versatilidade entre diferentes estilos musicais, incluindo o funk e o trap. 

## Biografia
Filho de um integrante de grupo de pagode, MC Kelps teve contato com a música desde a infância. Aos sete anos, ingressou em uma escola de música, onde aprendeu bateria. No ensino médio, começou a escrever rimas e composições, inicialmente no gênero rap. 
O interesse pelo funk surgiu após assistir a uma apresentação de MC Kevin no baile Avenue, fato que marcou o início de sua trajetória no gênero. A partir de então, passou a criar letras autorais e a desenvolver sua identidade musical. 

## Carreira
Sua primeira gravação foi a faixa Mercedes-Benz, em parceria com MC Bolado SP e MC João Paulo. Posteriormente, participou de um set com DJ Leozinho MPC, ao lado de Collinn MC, MC Vinie, MC Uilen e outros artistas da região de Cotia. 
Entre suas músicas, Sem Compromisso é apontada como uma das que melhor representam seu estilo. MC Kelps busca mesclar influências do trap e do funk, mantendo composições autorais. 